# Raúl Campos
Raúl Campos Paíno (Madrid, 17 dicembre 1987) è un giocatore di calcio a 5 spagnolo, campione europeo con la Nazionale spagnola nel 2016.

## Carriera
Come pivot ha disputato le giovanili nella formazione di Division de Honor del Móstoles. Nella stagione 2008-09 è passato a difendere i colori del Pinto, meritando la convocazione nella nazionale under 21 giunta alle semifinali del campionato europeo 2008. Il 30 agosto 2021 è stato incluso nella lista definitiva dei convocati alla Coppa del Mondo 2021, conclusa dalla Spagna ai quarti di finale. Il 28 dicembre 2021 è stato incluso nella lista dei convocati per il Campionato europeo 2022. Al termine della deludente Coppa del Mondo 2024, disputata da capitano delle furie rosse, Campos ha annunciato il proprio ritiro dalla nazionale. 

## Palmarès

### Club
- Supercoppa di Spagna: 3
Santiago: 2010
ElPozo Murcia: 2014, 2016
- Coppa del Re: 2
ElPozo Murcia: 2015-16, 2016-17
- Campionato portoghese: 1
Benfica: 2018-19

### Nazionale
- Campionato d'Europa: 1

Spagna: 2016